# Антоненко Степан Корнійович
Анто́ненко Степа́н Корні́йович (нар. 25 березня 1913, с. Миколаївка Осипенківський (нині Бердянський) район, Запорізька область — 1982 с. Матвіївка, Вільнянський район, Запорізька область) — Герой Соціалістичної Праці, Протягом багатьох років очолював господарство «Запорізька Січ» у селі Матвіївка. Член виконкому Матвіївської сільської ради Вільнянського району, неодноразовий депутат Вільнянської районної ради депутатів трудящих, Запорізької обласної ради депутатів трудящих, член бюро Вільнянського РК КПРС.

## Біографія
В 1929 році закінчив 7 класів Миколаївської неповної середньої школи. Трудову діяльність розпочав в 1930 році ковалем колгоспу «Большевицкая Заря» в селі Новомиколаївка. З 1932 по 1934 рр. секретар територіальної комсомольської організації с. Новомиколаївка; 1934—1935 рр.бригадир польової бригади колгоспу «Большевицкая Заря»; 1935—1937 рр. служив в Радянській Армії;в 1937 році закінчив Оріхівську агрошколу Запорізької області;з грудня 1937 року по жовтень 1941 року голова колгоспу «Большевицкая Заря».
1941—1945 рр. учасник Великої Вітчизняної війни в складі Південно-Українського, Північно-Кавказького фронтів, Окремої Приморської Армії та 4 Українського фронту; з 1945 по 1955 р. кадрова служба в Збройних Силах СРСР. Звільнений в запас в званні офіцера.
З 1955 року голова колгоспу «Більшовик» Червоноармійського (Вільнянського) району Богатирівської сільської ради. У тому ж році колгосп об'єднано з сусіднім господарством «Зоря комунізму» Матвіївської сільської ради. Господарство дістало назву колгосп «Запорізька Січ», а з 1965 року радгосп «Запорізька Січ».
За роки головування С. К. Антоненко статки радгоспу склали понад мільйон. Було збудовано сучасні котеджі для спеціалістів та працівників господарства, проведено водогін в с. Матвіївка. Розпочато будівництво Будинку культури. Обладнано та механізовано робочі процеси в сільському господарстві. Неодноразово колгосп та радгосп був учасником ВСГВ та ВДНГ.
У 1968 році вийшов на пенсію.
Помер у 1982 році, похований на Матвіївському сільському кладовищі.
Член КПРС і член бюро Вільнянського РК КПРС. Член виконкому Матвіївської сільської ради Вільнянського району, неодноразовий депутат Вільнянського районної ради депутатів трудящих, Запорізької обласної ради депутатів трудящих.

## Нагороди

### Бойові
- 1944 р. — орден «Червоної зірки»;
- 1945 р. — орден «Вітчизняної війни» II ступення;
- медалі — «За оборону Кавказа»; «За победу над Германией»; «За боевые заслуги».

### Трудові
- 1957 р. — медаль учасника ВСГВ;
- 1958 р. — орден Трудового Червоно Прапора;
- 1958 р. — Велика срібна медаль ВСГВ;
- 1966 р. — звання Героя Соціалістичної Праці, з врученням ордену Леніна та Золотої зірки «Серп та молот». За високі досягнення в розвитку твариництва, збільшення виробництва та заготівлі м'яса, молока, яєць, шерсті та іншої продукції Указом Президії Верховної Ради СРСР від 22 березня 1966 року Антоненко С. К. було присвоєно звання Героя Соціалістичної Праці.